# Batalha de Blenheim
A Batalha de Blenheim (ou segunda Batalha de Höchstädt ou Hoechstaedt, sendo Blenheim a corruptela inglesa de Blindheim) foi um confronto armado que ocorreu durante a Guerra da Sucessão Espanhola a 13 de Agosto de 1704. A localidade de Blindheim, na margem do rio Danúbio, está a 16 km a sudeste de Donauwörth, na Baviera (Alemanha), e a noroeste de Augsburg.
As forças da Grande Aliança, formada por Inglaterra, Áustria, Províncias Unidas, Prússia, Dinamarca, Hesse e Hanôver, foram comandadas pelo Duque de Marlborough e pelo príncipe Eugênio de Savoia. Os comandantes das forças franco-bávaras foram o Eleitor da Baviera, o Duque de Tallard e o Conde de Marsin.
Höchstädt foi uma vitória decisiva para a Grande Aliança, pois foi a maior derrota de França em 40 anos, salvo a batalha de Viena do exército franco-bávaro e fez com que a Baviera saísse da guerra. A batalha terminou com o sonho de Luís XIV de França de dominar a Europa, estendendo o seu poder de Espanha aos Países Baixos e da Alemanha à Itália. Houve mais de 30 000 baixas nesta batalha entre mortos, feridos e prisioneiros.

## Descrição da batalha
As tropas anglo-austríacas, lideradas pelo líder militar britânico, John Churchill, primeiro duque de Marlborough e o general austríaco Eugênio de Savoia, venceram os franceses e os bávaros sob o comando do marechal francês Camille de Tallard (1652-1728) e Maximiliano II Emanuel, eleitor da Baviera (1662-1726).
A batalha se deu após uma ampla marcha estratégica empreendida por John Churchill, a partir da Bélgica, até as margens do Danúbio, com vistas a bater as tropas franco-bávaras que ameaçavam a Áustria.
Após uma batalha preliminar em Donauwörth, no dia 2 de julho de 1704, as duas forças adversárias voltaram a se chocar no dia 13 de agosto, na margem norte do Danúbio, próximo a Blenheim. Foi uma surpresa para os franceses.
John Churchill atacou diretamente o flanco direito dos franceses, perto do Danúbio, enquanto Eugênio investia contra o flanco esquerdo numa região onde o terreno, comprimido entre o rio e as elevações, oferecia muito pouco espaço para manobrar. A única vantagem dos aliados, além da fibra e do treinamento que possuíam, residia no inesperado da acção ao procurar o combate em tais circunstâncias. A surpresa parcial obtida impediu que o exército francês adotasse as disposições apropriadas, de modo que a batalha se processou mais com a formação que utilizava no acampamento do que em ordem de batalha.
As baixas britânicas e austríacas foram 4 500 mortos e 7 500 feridos. Os franceses e bávaros perderam um número maior, mas indeterminado de soldados e 11 000 foram feitos prisioneiros. Após essa derrota, a dominação militar francesa na Europa começou a declinar.

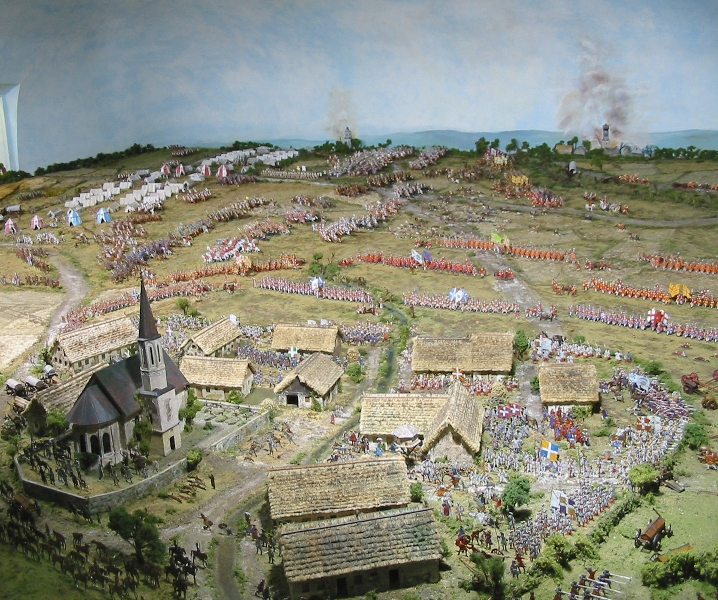
Batalha de Blenheim.